# Wilfred Kimitei
Wilfred Kimitei (* 11. März 1985) ist ein ehemaliger kenianischer Leichtathlet, der sich auf den Langstreckenlauf spezialisiert hat. 2016 wurde er in Durban Vizeafrikameister im 10.000-Meter-Lauf.

## Sportliche Laufbahn
Erste internationale Erfahrungen sammelte Wilfred Kimitei im Jahr 2016, als er bei den Afrikameisterschaften in Durban in 28:03,18 min die Silbermedaille im 10.000-Meter-Lauf hinter dem Südafrikaner Stephen Mokoka gewann. Es blieb seine einzige Meisterschaftsteilnahme, ehe er 2023 seine aktive sportliche Karriere im Alter von 38 Jahren beendete. 2017 siegte er zudem in 1:00:54 h beim Karlsbad-Halbmarathon.

## Persönliche Bestzeiten
- 5000 Meter: 13:12,72 min, 20. Juni 2014 in Carquefou
- 10.000 Meter: 27:54,2 min, 28. Mai 2016 in Nairobi
- Halbmarathon: 59:40 min, 9. Februar 2018 in Ra’s al-Chaima
- Marathon: 2:07:22 h, 19. Februar 2023 in Sevilla